# Francuski feminizam
Francuski feminizam" (koji se kao izraz koristi uglavnom koristi u anglofonim zemljama) označava opus grupe feministkinja koje su djelovale u Francuskoj od 1970-ih do ranih 1990-ih. 
Francuski feminizam se u odnosu na feminizme u drugim zemljama najčešće opisuje kao više teoretski, odnosno praktični, više zainteresiran za filozofska nego pragmatična pitanja. Feministička proza i eseji ovih autorica se obično opisuje kao metaforička i konceptualno bogata, odnosno manje opterećena neposrednim političkim potrebama.
Čest motiv tih djela jest anti-esencijalizam, Écriture féminine i kritika logocentrizma.

## Spisateljice koje se označavaju kao "francuske feministice"
- Chantal Chawaf
- Catherine Clément
- Hélène Cixous
- Luce Irigaray
- Julia Kristeva
- Monique Wittig
- Agnes Varda

## Prethodnice suvremenih francuskih feministica
- George Sand
- Colette
- Simone de Beauvoir
- Marguerite Duras